# Жуніньйо Апаресідо Гімаро де Соуза
Жуніор Апаресідо Гімаро де Соуза або просто Жуніньйо (порт.-браз. Júnior Aparecido Guimaro de Souza / Juninho; нар. 28 травня 1989, Сан-Паулу, Бразилія) — бразильський та тиморський футболіст, вінґер.

## Клубна кар'єра

### «Сан-Паулу»
Футбольну кар'єру розпочав у 16-річному віці в структурі «Сан-Паулу». Вже в 17-річному віці підписав перший контракт з «Сан-Паулу» та переведений до молодіжної команди клубу, в складі якої яскраво виступав у Копа де Жувеніл та допоміг команді завоювати вище вказаний трофей. Однак шансу проявити себе в дорослій команду «Сан-Паулу» не отримав.

### Оренда в «Куябу»
Після виступів за «Сан-Паулу», у 2010 році перейшов в оренду до «Куяби» з бразильської Серії C (третій дивізіон чемпіонату Бразилії). Першим голом у дорослій кар'єрі відзначився 18 травня 2010 року в домашньому поєдинку проти «Ріу-Бранку».

### «Ботошані»
25 січня 2012 року Жуніньйо завершив перехід у румунський «Ботошані», з яким підписав 1-річний контракт. До отримання травми встиг зіграти 9 матчів та відзначитися 2-ма голами в Лізі I.

#### Оренда в ББЧЮ
4 червня 2012 року, неочікувано для всіх, відправився в 6-місячну оренду до представника Прем'єр-ліги Таїланду ББЧЮ, де швидко отримав досвід виступів у Південно-Східній Азії. 24 травня Жуніньо відзначився правою ногою в переможному (3:1) поєдинку тайської Прем'єр-ліги України проти «Армі Юнайтед». За підсумку сезону Жуніньйо провів 7 матчів і відзначився 6 голами.

### «Муанг Тонг Юнайтед»
Жуніньйо приєднався до клубу «Муанг Тонг Юнайтед» у Прем'єр-лізі Таїланді, але 2013 року відданий в оренду до «Пхукета» з Прем'єр-лізі Таїланду. За нову команду дебютував у переможному (3:2) поєдинку проти «Сірачі», а 5 березня 2013 року в нічийному (2:2) поєдинку проти «Крабі» відзначився першим голом за «Пхукет». Жуніньйо відзначився 7 голами в своєму першому сезоні та провів 18 матчів за «Пхукет», перш ніж перейти в оренду до TOT за Прем'єр-ліги 1. У сезоні 2013 року зіграв 28 матчів та відзначився 11-ма голами, а також допоміг своєму клубу виграти Прем'єр-лігу Таїланду.

### «Селангор»
Жуніньйо приєднався до клубу Суперліги Малайзії «Селангор», з яким підписав 2-річний контракт. Однак за нову команду відзначився лише 1-им голом у 7-ми матчах.

### Подальша кар'єра
У 2014 році повернувся до свого колишнього клубу, ТОТа з Прем'єр-ліги Таїланду.
У 2015 році «Аваї» шукав якісного півзахисника, щоб підсилити команду, яка повинна була взяти участь у чемпіонаті Бразилії з футболу Серії А 2015 року. Шоловний тренер команди Жилсон Клейна обрав Жуніньйо, якого сам тренер навчав ще на базі «Сан-Паулу». Прибув до «Аваї» у статусі однієї з головних зірок. Дебютував за новий колектив 27 червня 2015 року в матчі Серії A проти «Греміо».

## Кар'єра в збірній
Народився в Бразилії. Завдяки вдалим виступам у Південно-східній Азії, здебільшого в Таїланді, привернув до себе увагу представників Східного Тимору й незабаром отримав громадянство вище вказаної країни. З 2015 по 2016 рік виступав за національну збірну Східного Тимору.
19 січня 2017 року Азійська футбольна конфедерація оголосила Жуніньйо та одинадцять інших бразильських футболістів не мають права представляти Східний Тимор.

## Статистика виступів

### Клубна
Станом на 28 липня 2018.
| Клуб              | Сезон             | Ліга               | Ліга  | Ліга | Кубок | Кубок | Кубок ліги | Кубок ліги | Конт. кубок | Конт. кубок | Загалом | Загалом |
| Клуб              | Сезон             | Дивізіон           | Матчі | Голи | Матчі | Голи  | Матчі      | Голи       | Матчі       | Голи        | Матчі   | Голи    |
| ----------------- | ----------------- | ------------------ | ----- | ---- | ----- | ----- | ---------- | ---------- | ----------- | ----------- | ------- | ------- |
| «Саравак»         | 2016              | Суперліга Малайзії | 20    | 7    | 1     | 0     | 0          | 0          | –           | –           | 21      | 7       |
| «Саравак»         | Загалом           | Загалом            | 20    | 7    | 1     | 0     | 0          | 0          | 0           | 0           | 21      | 7       |
| «Куала-Лумпур»    | 2018              | Суперліга Малайзії | 11    | 1    | 1     | 0     | 0          | 0          | –           | –           | 12      | 1       |
| «Куала-Лумпур»    | Загалом           | Загалом            | 11    | 1    | 1     | 0     | 0          | 0          | 0           | 0           | 12      | 1       |
| Усього за кар'єру | Усього за кар'єру | Усього за кар'єру  | 0     | 0    | 0     | 0     | 0          | 0          | 0           | 0           | 0       | 0       |

## Досягнення

### Клубні
«Куяба»
- Ліга Мату-Гросенсе
  -  Чемпіон (1): 2011